# The Fragile
The Fragile (anche noto come Halo Fourteen) è il terzo album in studio del gruppo musicale statunitense Nine Inch Nails pubblicato il 21 settembre 1999. Si tratta della quattordicesima pubblicazione ufficiale del gruppo e la loro terza uscita principale.

## Descrizione
The Fragile presenta un ricco campionario di ritmiche elettroniche, rumori ambient e chitarre pesanti. L'album ricevette numerosi elogi da parte della critica ma non raggiunse lo stesso successo commerciale del precedente The Downward Spiral. Molti hanno col tempo attribuito ciò al diverso clima musicale presente nel 1999 rispetto al 1994 e alla scarsa promozione del disco da parte della Interscope Records. L'artwork del disco, inclusa la copertina, furono ideati da David Carson.
The Day the World Went Away fu il primo singolo estratto da The Fragile, pubblicato diversi mesi prima dell'album. La b-side "Starfuckers, Inc." fu inclusa nel disco in un secondo momento, e divenne anch'essa un video e un singolo.
Reznor descrisse così The Fragile in una intervista del 1999:
(Trent Reznor)
Dal punto di vista narrativo, The Fragile è il seguito non dichiarato di The Downward Spiral. Qui Reznor confronta i testi dei due album:
(Trent Reznor)

## Tracce
Testi e musiche di Trent Reznor, eccetto dove indicato.

### Versione in CD
Disco 1 (sinistra)
1. Somewhat Damaged – 4:31 (Trent Reznor, Danny Lohner)
2. The Day the World Went Away – 4:33
3. The Frail – 1:54
4. The Wretched – 5:25
5. We're in This Together – 7:16
6. The Fragile – 4:35
7. Just Like You Imagined – 3:49
8. Even Deeper – 5:47 (Trent Reznor, Danny Lohner)
9. Pilgrimage – 3:31
10. No, You Don't – 3:35
11. La Mer – 4:37
12. The Great Below – 5:17

Disco 2 (destra)
1. The Way Out Is Through – 4:17 (Trent Reznor, Keith Hillebrandt, Charlie Clouser)
2. Into the Void – 4:49
3. Where Is Everybody? – 5:40
4. The Mark Has Been Made – 5:15
5. Please – 3:30
6. Starfuckers, Inc. – 5:00 (Trent Reznor, Charlie Clouser)
7. Complication – 2:30
8. I'm Looking Forward to Joining You, Finally – 4:13
9. The Big Come Down – 4:12
10. Underneath It All – 2:46
11. Ripe (With Decay) – 6:34

### Versione in vinile
Disco 1
1. Somewhat Damaged – 4:31 (Trent Reznor, Danny Lohner)
2. The Day the World Went Away – 4:33
3. The Frail – 1:54
4. The Wretched – 5:25
5. We're in This Together – 7:16
6. The Fragile – 4:35
7. Just Like You Imagined – 3:49
8. Even Deeper – 5:47 (Trent Reznor, Danny Lohner)

Disco 2
1. Pilgrimage – 3:31
2. No, You Don't – 3:35
3. La Mer – 4:37
4. The Great Below – 5:17
5. The Way Out Is Through – 4:17 (Trent Reznor, Keith Hillebrandt, Charlie Clouser)
6. Into the Void – 4:49
7. Where Is Everybody? – 5:40
8. The Mark Has Been Made – 5:15

Disco 3
1. 10 Miles High – 5:13
2. Please – 3:30
3. Starfuckers, Inc. – 5:00 (Trent Reznor, Charlie Clouser)
4. Complication – 2:30
5. The New Flesh – 3:40
6. I'm Looking Forward to Joining You, Finally – 4:20
7. The Big Come Down – 4:12
8. Underneath It All – 2:46
9. Ripe – 5:15

### Versione in audiocassetta
1. Please (+Appendage) – 6:19

## Formazione live
Anche in quest'album come nei precedenti buona parte degli strumenti sono suonati dallo stesso Trent Reznor durante le registrazioni. Quella che segue è la formazione dei NIN durante i tour che seguirono l'uscita dell'album: Fragility v1.0 e Fragility v2.0
- Trent Reznor - voce
- Robin Finck - chitarra, sintetizzatore
- Danny Lohner - basso, chitarra, sintetizzatore
- Jerome Dillon - batteria
- Charlie Clouser - sintetizzatore, theremin

## Classifiche

### Classifiche settimanali
| Classifica (1999) | Posizione massima |
| ----------------- | ----------------- |
| Australia         | 2                 |
| Austria           | 14                |
| Belgio (Fiandre)  | 36                |
| Canada            | 2                 |
| Finlandia         | 10                |
| Francia           | 27                |
| Germania          | 17                |
| Giappone          | 15                |
| Norvegia          | 9                 |
| Nuova Zelanda     | 28                |
| Regno Unito       | 10                |
| Stati Uniti       | 1                 |
| Svezia            | 18                |

### Classifiche di fine anno
| Classifica (1999) | Posizione |
| ----------------- | --------- |
| Stati Uniti       | 164       |